# 29 de outubro
29 de outubro é o 302.º dia do ano no calendário gregoriano (303.º em anos bissextos). Faltam 63 dias para acabar o ano.

## Eventos históricos

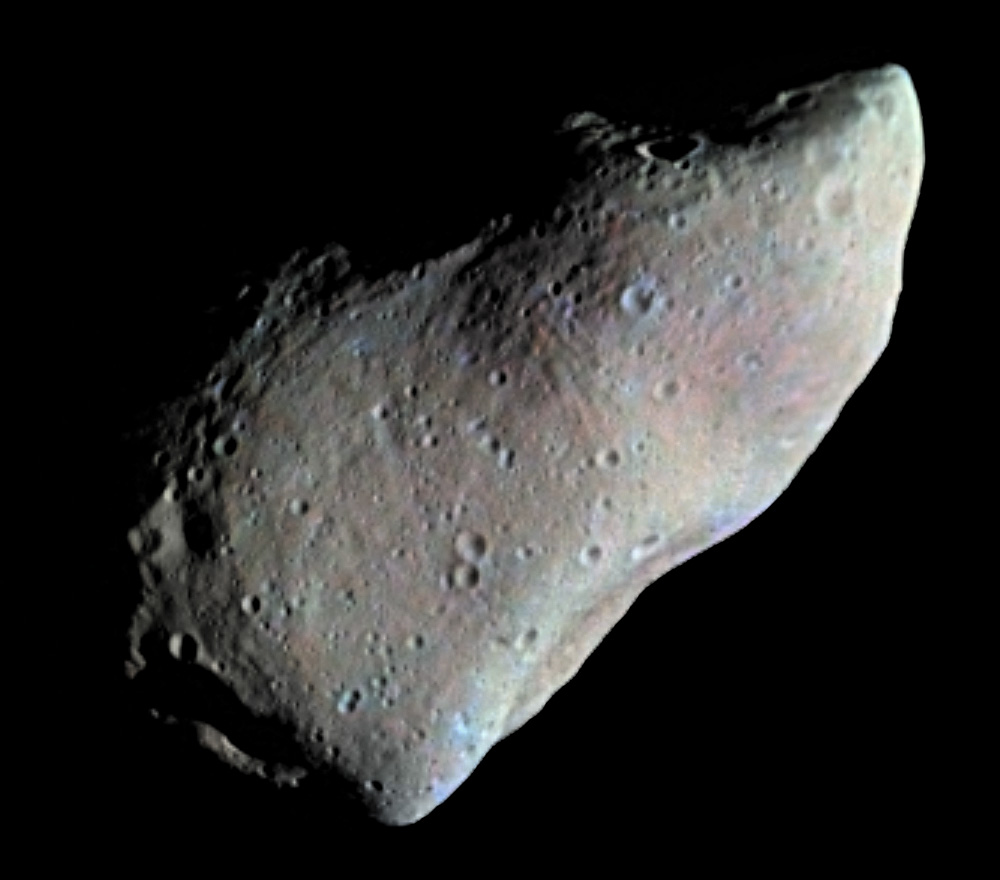
1991: 951 Gaspra

- 539 a.C. — Ciro, o Grande entra na capital da Babilônia e permite que os judeus retornem à sua terra.
- 0312 — Constantino, o Grande, entra em Roma após sua vitória na Batalha da Ponte Mílvia, encena um grande advento na cidade e é recebido com júbilo popular. O corpo de Magêncio é retirado do rio Tibre e decapitado.
- 0437 — Valentiniano III, imperador romano ocidental, casa-se com Licínia Eudóxia, filha de seu primo Teodósio II, imperador romano oriental em Constantinopla, unificando os dois ramos da Casa de Teodósio.
- 0969 — Tropas bizantinas ocupam Antioquia, na Síria.
- 1268 — Conradino é executado junto com seu companheiro Frederico I, Margrave de Baden, por Carlos I da Sicília.
- 1467 — Batalha de Brustem: Carlos, Duque da Borgonha, derrota o príncipe-bispo de Liège.
- 1591 — Eleito o Papa Inocêncio IX.
- 1618 — O aventureiro, escritor e cortesão inglês Walter Raleigh é decapitado por supostamente conspirar contra Jaime I da Inglaterra.
- 1658 — Segunda Guerra do Norte: as forças navais da República Neerlandesa derrotam os suecos na Batalha do Sund.
- 1665 — As forças portuguesas derrotam o Reino do Congo e decapitam o rei António I do Congo, também conhecido como Nvita a Nkanga.
- 1675 — Leibniz faz o primeiro uso do s longo (∫) como um símbolo da integral no cálculo.
- 1787 — A ópera Don Giovanni, de Mozart, tem sua primeira apresentação em Praga.
- 1810 — Fundação da Real Biblioteca, hoje Biblioteca Nacional do Brasil é a depositária do patrimônio bibliográfico e documental do Brasil.
- 1918 — A Frota Alemã de Alto-Mar é incapacitada quando os marinheiros se amotinam, uma ação que desencadearia a Revolução Alemã de 1918-19.
- 1840 — Termina o Bloqueio francês do rio da Prata.
- 1863 — Dezoito países se reúnem em Genebra e concordam em formar a Cruz Vermelha Internacional.
- 1888 — É assinada a Convenção de Constantinopla, garantindo a passagem marítima gratuita através do Canal de Suez durante a guerra e a paz.
- 1901 — Leon Czolgosz, o assassino do presidente dos Estados Unidos William McKinley, é executado por eletrocussão.
- 1914 — O Império Otomano entra na Primeira Guerra Mundial.
- 1918 — A frota alemã de Alto-Mar é incapacitada quando os marinheiros se amotinam na noite de 29 a 30, ação que desencadeia a Revolução Alemã de 1918-1919.
- 1921 — Estados Unidos: segundo julgamento de Sacco e Vanzetti em Boston, Massachusetts.
- 1923 — Proclamação oficial da República da Turquia, sucessora do Império Otomano, oficialmente extinto em 1 de novembro de 1922.
- 1945
  - Estado Novo: o presidente Getúlio Vargas é deposto por militares de seu próprio ministério.
  - O então presidente do Supremo Tribunal Federal, José Linhares, é empossado presidente interino do Brasil.
- 1955 — O encouraçado soviético Novorossiysk atinge uma mina da Segunda Guerra Mundial no porto de Sebastopol, o navio emborcou e afundou, com 617 pessoas morreram.
- 1956 — Início da Guerra do Suez: Israel invade a Península do Sinai e força as tropas do Egito para o outro lado do Canal de Suez.
- 1961 — Síria deixa de fazer parte da República Árabe Unida.
- 1964 — A República Unida da Tanganica e Zanzibar é renomeada República Unida da Tanzânia.
- 1967 — A Feira Mundial de Montreal, Expo 67, fecha com mais de 50 milhões de visitantes.
- 1969 — O primeiro link de computador para computador é estabelecido na ARPANET, a precursora da Internet.
- 1972 — Três autores, sobreviventes, do massacre de Munique são libertados da prisão em troca dos reféns do voo 615 da Lufthansa sequestrado.[1]
- 1978 — Todos os serviços de passageiros remanescentes da Canadian Pacific Railway são transferidos para a VIA Rail.
- 1991 — A sonda americana Galileo faz a sua mais próxima passagem do 951 Gaspra, tornando-se a primeira sonda a visitar um asteroide.
- 1998
  - O ônibus espacial Discovery decola na missão STS-95 com John Glenn, 77 anos, a bordo, tornando-o a pessoa mais velha a ir para o espaço.
  - Furacão Mitch, o segundo furacão mais mortal do Atlântico na história, atinge o território de Honduras.
  - O incêndio em uma discoteca de Gotemburgo, na Suécia, mata 63 pessoas e fere mais de 200.[2]
- 2002 — Um incêndio destrói uma luxuosa loja de departamentos na cidade de Ho Chi Minh, onde 1 500 pessoas fazem compras. Mais de 60 pessoas morrem e mais de 100 estão desaparecidas no desastre mais mortal em tempos de paz no Vietnã.[3]
- 2004 — Osama bin Laden admite a sua ligação direta com os ataques de 11 de setembro de 2001.
- 2006 — O voo 53 da ADC Airlines cai após a decolagem do Aeroporto Internacional Nnamdi Azikiwe em Abuja, Nigéria, matando 96 pessoas e ferindo nove.
- 2008
  - A Delta Air Lines se funde com a Northwest Airlines, criando a maior companhia aérea do mundo e reduzindo o número de transportadoras americanas herdadas para cinco.
  - Dois terremotos mortais atingem o Baluchistão, no Paquistão, matando 215 pessoas.[4]
- 2012 — O furacão Sandy atinge a costa leste dos Estados Unidos, matando 148 pessoas direta e 138 indiretamente, deixando quase US$ 70 bilhões em danos e causando quedas de energia.
- 2013 — Inauguração do túnel ferroviário submarino sob o estreito de Bósforo ligando as partes europeia e asiática de Istambul.
- 2015 — A China anuncia o fim da política do filho único após 35 anos.
- 2018 — O voo Lion Air 610 de um Boeing 737 MAX cai após decolar de Jacarta, na Indonésia, matando 189 pessoas a bordo.
- 2019 — Saad Hariri renúncia ao cargo de primeiro-ministro do Líbano após grandes manifestações.[5]
- 2022
  - Pelo menos 156 morrem em uma multidão durante uma celebração de Halloween no distrito de Itaewon, Seul, Coreia do Sul.
  - 100 pessoas morrem e mais de 300 ficam feridas por um duplo carro-bomba em Mogadíscio, Somália.
- 2024 — Enchentes na Espanha matam mais de 200 pessoas.

## Nascimentos

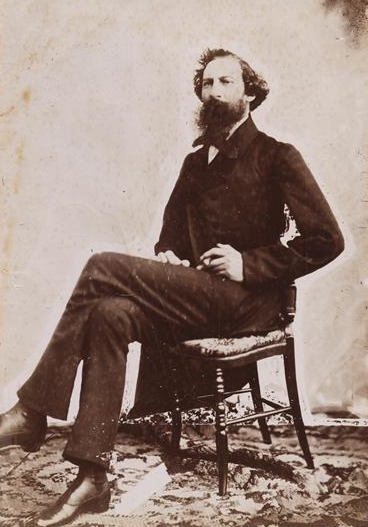
Fernando II de Portugal

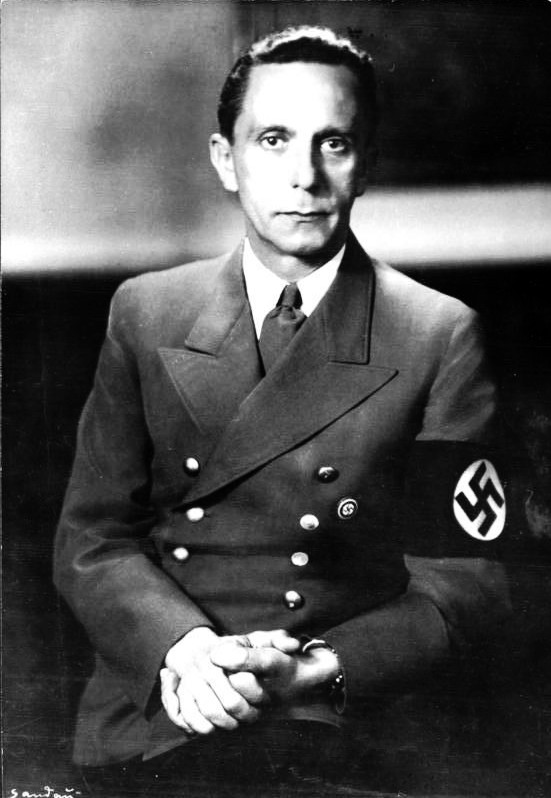
Joseph Goebbels

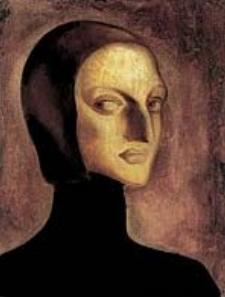
Adalgisa Nery

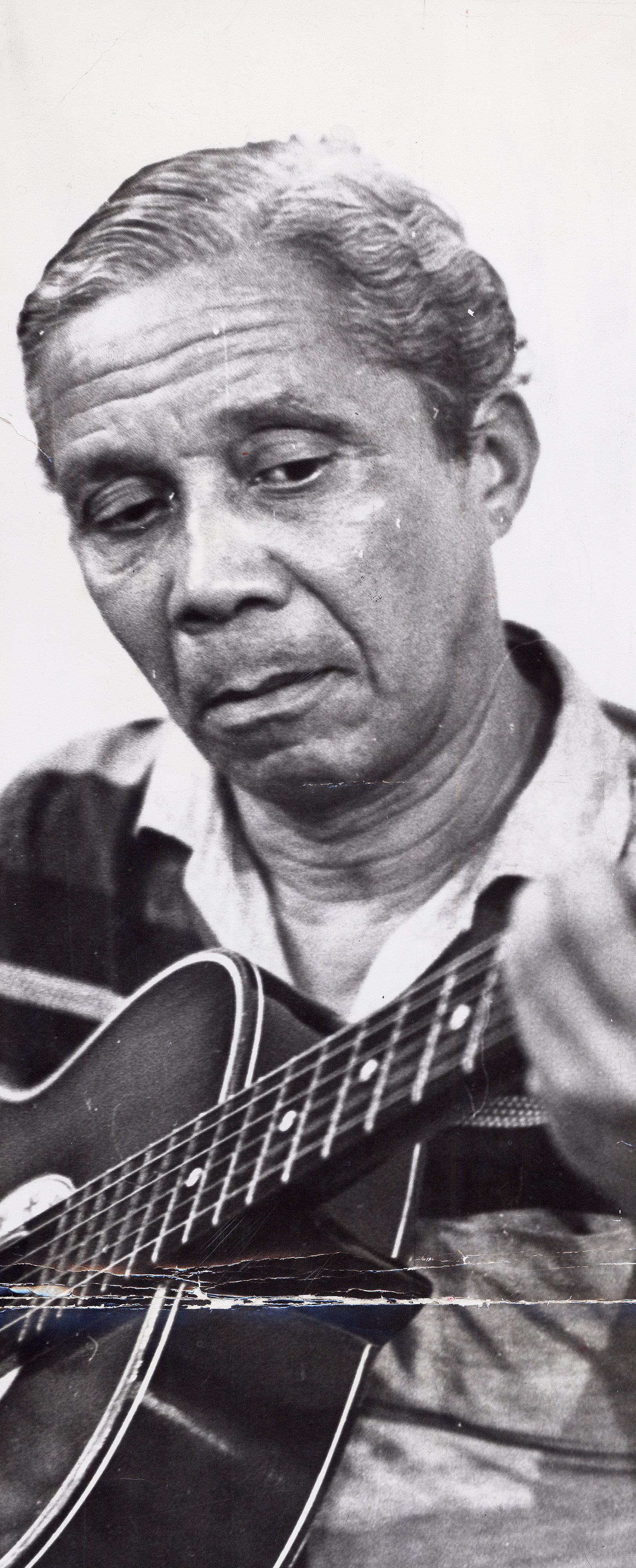
Nelson Cavaquinho

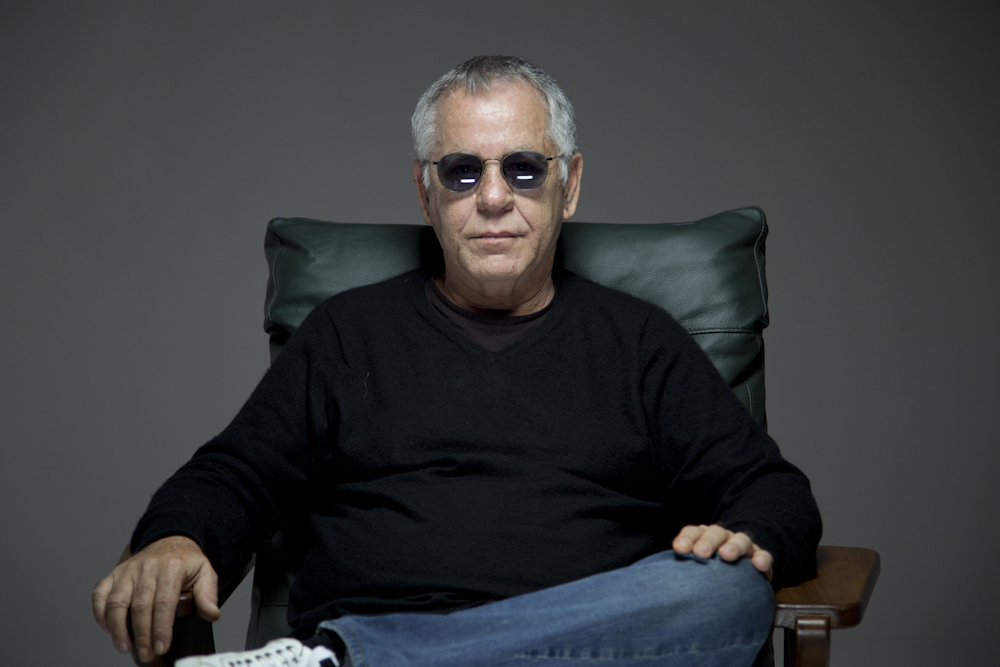
Nelson Motta

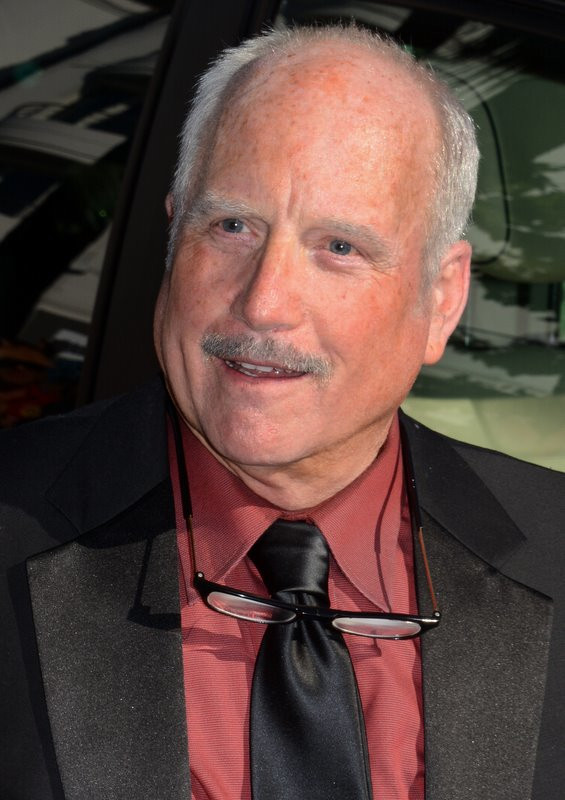
Richard Dreyfuss

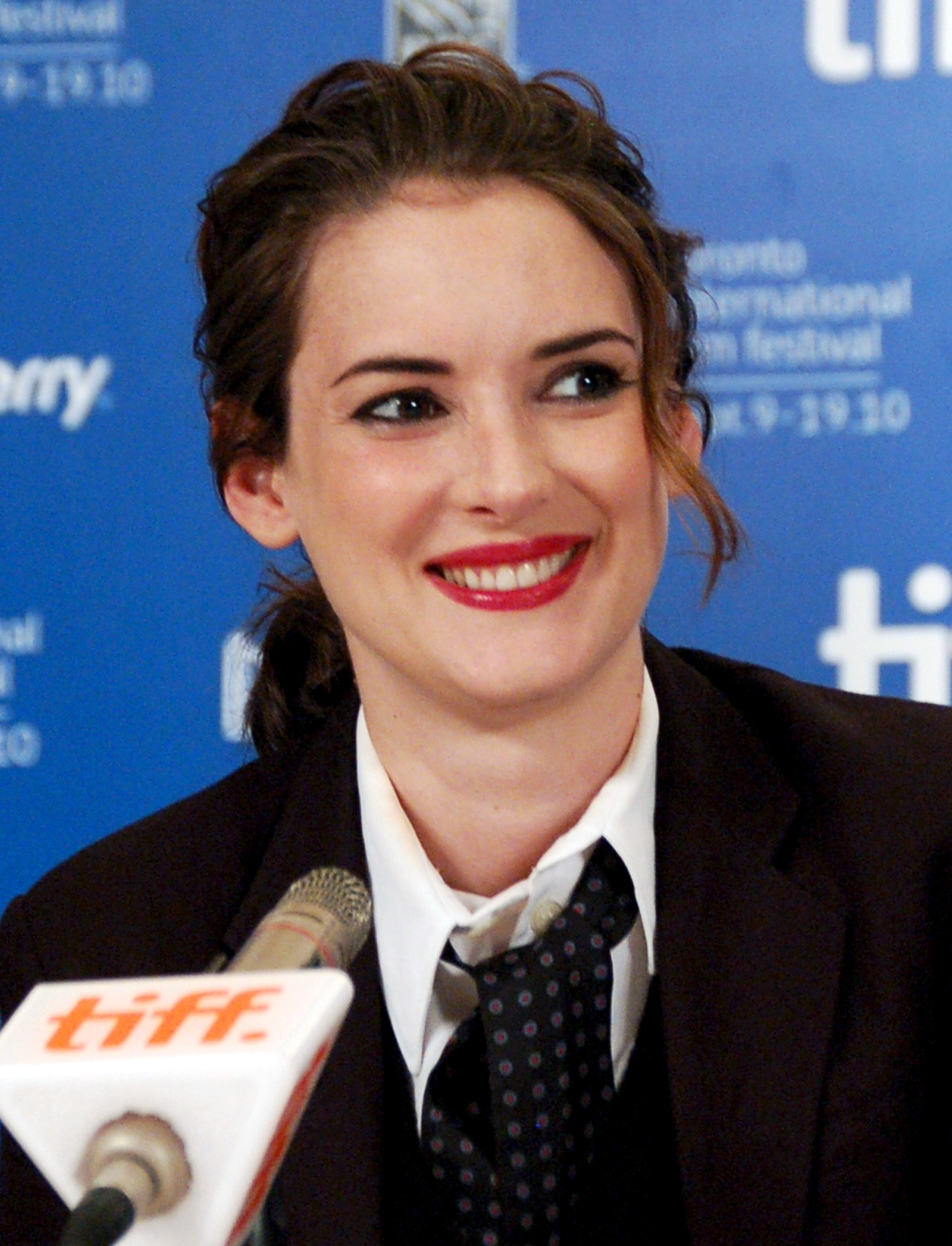
Winona Ryder

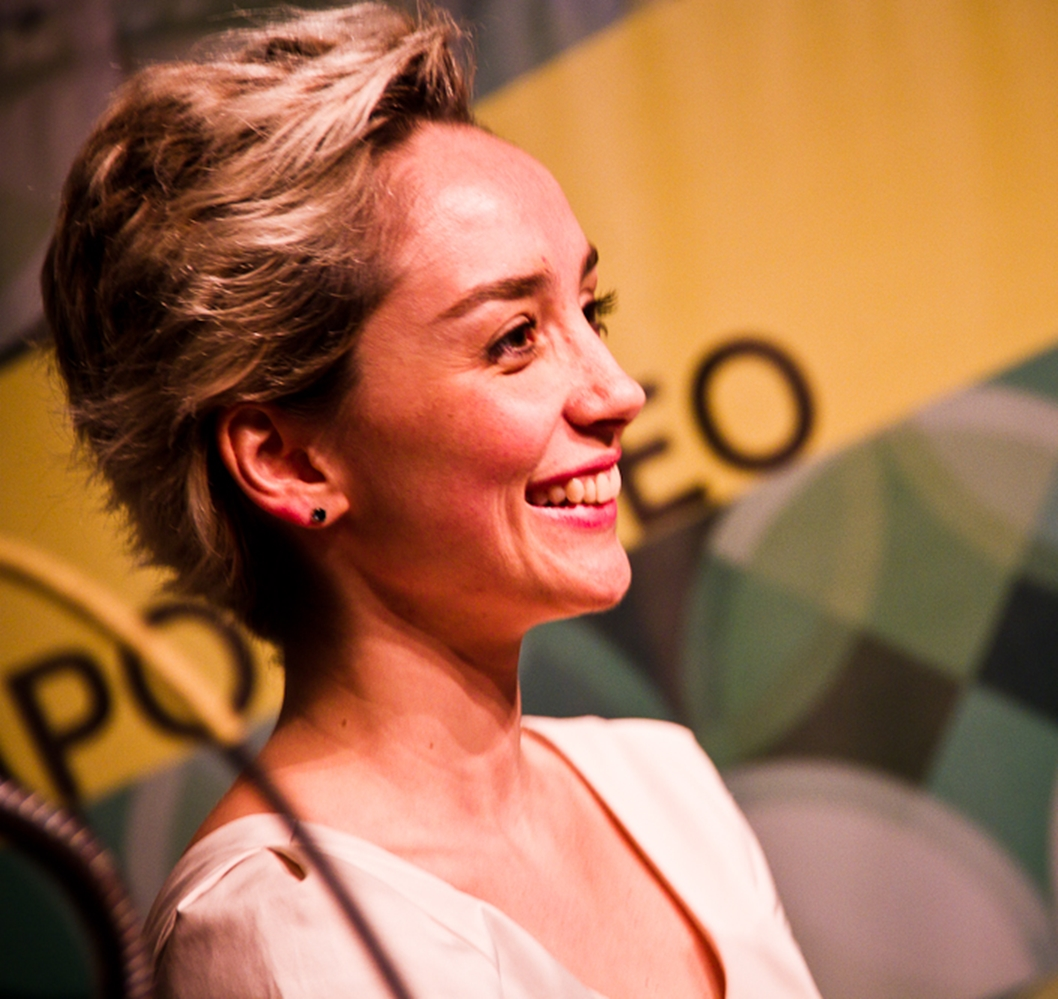
Simone Spoladore

### Anteriores ao século XIX
- 1507 — Fernando Álvarez de Toledo y Pimentel, general espanhol (m. 1582).
- 1690 — Martin Folkes, matemático e astrônomo britânico (m. 1754).
- 1711 — Laura Bassi, física e acadêmica italiana (m. 1778).
- 1740 — James Boswell, escritor e jurista britânico (m. 1795).

### Século XIX
- 1808 — Caterina Scarpellini, astrônoma e meteorologista italiana (m. 1873).
- 1811 — Louis Blanc, historiador e socialista utópico francês (m. 1882).
- 1816 — Fernando II de Portugal, rei consorte (m. 1885).
- 1831 — Othniel Charles Marsh, paleontólogo americano (m. 1899).
- 1839 — Imre Steindl, arquiteto húngaro (m. 1902).
- 1852 — Maria Cristina de Orleães (m. 1879).
- 1855 — Jacques Curie, físico francês (m. 1941).
- 1868 — Heinrich Schäfer, egiptólogo alemão (m. 1957).
- 1875 — Maria de Saxe-Coburgo-Gota (m. 1938).
- 1879 — Franz von Papen, militar e político alemão (m. 1969).
- 1880 — Abram Ioffe, físico russo (m. 1960).
- 1882 — Jean Giraudoux, escritor e dramaturgo francês (m. 1944).
- 1888 — Li Dazhao, político chinês (m. 1927).
- 1890
  - Jaime Redondo, cantor, compositor e ator brasileiro (m. 1952).
  - Hans-Valentin Hube, militar alemão (m. 1944).
- 1891 — Fanny Brice, atriz e cantora americana (m. 1951).
- 1892 — Stanisław Ostrowski, político polonês (m. 1982).
- 1897
  - Joseph Goebbels, político alemão (m. 1945).
  - Billy Walker, futebolista britânico (m. 1964).
- 1899 — Akim Tamiroff, ator russo (m. 1972);

### Século XX

#### 1901—1950
- 1901 — Daniele Amfitheatrof, maestro e compositor russo (m. 1983).
- 1904 — Randi Bakke, patinadora artística norueguesa (m. 1984).
- 1905 — Adalgisa Nery, poeta, jornalista e política brasileira (m. 1980).
- 1906
  - Branislav Sekulić, futebolista e treinador de futebol sérvio (m. 1968).
  - Hans Refior, militar alemão (m. 1973).
- 1907 — Lotfia ElNadi, aviadora egípcia (m. 2002).
- 1909
  - Henock Abrahamsson, futebolista sueco (m. 1958).
  - Ivan Bek, futebolista sérvio (m. 1963).
  - Frank Wykoff, velocista americano (m. 1980).
- 1910 — A. J. Ayer, filósofo britânico (m. 1989).
- 1911 — Nélson Cavaquinho, músico e compositor brasileiro (m. 1986).
- 1917
  - Birger Rosengren, futebolista sueco (m. 1977).
  - Harold Garfinkel, sociólogo americano (m. 2011).
- 1920
  - Baruj Benacerraf, imunologista venezuelo-americano (m. 2011).
  - Hilda Bernard, atriz argentina (m. 2022).
- 1922 — Aleksandr Zinovyev, escritor e filósofo russo (m. 2006).
- 1923 — Carl Djerassi, químico e escritor austríaco-americano (m. 2015).
- 1924 — Danielle Mitterrand, primeira-dama francesa (m. 2011).
- 1925
  - Robert Hardy, ator britânico (m. 2017).
  - Klaus Friedrich Roth, matemático britânico (m. 2015).
- 1926 — Jon Vickers, tenor canadense (m. 2015).
- 1929 — Yevgeny Primakov, político e diplomata russo (m. 2015).
- 1930
  - Geraldo Del Rey, ator brasileiro (m. 1993).
  - Omara Portuondo, cantora e dançarina cubana.
  - Niki de Saint Phalle, pintora, escultora e cineasta francesa (m. 2002).
- 1931
  - Franco Interlenghi, ator italiano (m. 2015).
  - Tibet, desenhista francês (m. 2010).
- 1932 — Alex Soler-Roig, automobilista espanhol.
- 1933 — Richard Loving, ativista americano (m. 1975).
- 1934 — Ricardo, 6.º Príncipe de Sayn-Wittgenstein-Berleburg (m. 2017).
- 1935
  - Isao Takahata, diretor, roteirista e produtor japonês (m. 2018).
  - Eddie Hopkinson, futebolista britânico (m. 2004).
- 1936 — Akiko Kojima, modelo japonesa.
- 1938 — Ellen Johnson-Sirleaf, política, empresária e economista liberiana.
- 1940
  - Frida Boccara, cantora francesa (m. 1996).
  - Cláudio Mamberti, ator brasileiro (m. 2001).
- 1941 — Pepetela, escritor angolano.
- 1942
  - Bob Ross, pintor, instrutor de arte e apresentador americano (m. 1995).
  - Luiz Gonzaga Belluzzo, economista brasileiro.
- 1943
  - Norman Hunter, futebolista e treinador de futebol britânico (m. 2020).
  - Wolfgang Kosack, egiptólogo alemão.
- 1944
  - Nelson Motta, jornalista, escritor, compositor e músico brasileiro.
  - Héctor Santos, futebolista uruguaio (m. 2019).
  - Denny Laine, músico britânico (m. 2023).
- 1945
  - Melba Moore, cantora e atriz americana.
  - Guðmundur Gunnarsson, eletricista e líder sindical islandês.
- 1946
  - Ángel Bargas, futebolista argentino.
  - Oscar Más, futebolista argentino.
  - Peter Green, músico britânico (m. 2020).
  - An Se-bok, futebolista norte-coreano.
- 1947
  - Richard Dreyfuss, ator americano.
  - Þorsteinn Pálsson, político islandês.
  - José Quintanilla, futebolista salvadorenho (m. 1977).
  - Henri Michel, futebolista e treinador de futebol francês (m. 2018).
- 1948
  - Nei Duclós, jornalista, poeta e escritor brasileiro.
  - Kate Jackson, atriz, diretora e produtora cinematográfica americana.
  - Frans de Waal, primatologista e etólogo neerlandês (m. 2024).
- 1949 — James Williamson, guitarrista, compositor e produtor musical americano.
- 1950 — Abdullah Gül, político turco.

#### 1951—2000
- 1951
  - Tiff Needell, automobilista britânico.
  - Dirk Kempthorne, político americano.
- 1952 — Valeri Tokarev, astronauta russo.
- 1953 — Claudete Troiano, apresentadora de televisão brasileira.
- 1954
  - Moa do Katendê, capoeirista brasileiro (m. 2018).
  - Herman Frazier, velocista americano.
  - Alois Estermann, oficial suíço (m. 1998).
  - Pedrinho Matador, criminoso brasileiro (m. 2023).
- 1956 — Kazuyo Sejima, arquiteta japonesa.
- 1957
  - Dan Castellaneta, ator, cantor, roteirista e dublador americano.
  - Mike Varney, músico, empresário e produtor musical americano.
- 1959 — John Magufuli, político tanzaniano (m. 2021).
- 1960
  - Lídia Brondi, ex-atriz e psicóloga brasileira.
  - Finola Hughes, atriz britânica.
  - Agim Çeku, político kosovar.
- 1961
  - Randy Jackson, cantor e dançarino norte-americano.
  - Per-Inge Bengtsson, canoísta sueco.
  - Waldez Góes, político brasileiro.
- 1962
  - René Pollesch, dramaturgo, escritor e diretor teatral alemão (m. 2024).
  - Yahya Sinwar, líder terrorista palestino (m. 2024).
- 1964 — Yasmin Le Bon, modelo britânica.
- 1965 — Horacio Rodríguez Larreta, economista, empresário e político argentino.
- 1967
  - Rufus Sewell, ator britânico.
  - Thorsten Fink, futebolista e treinador de futebol alemão.
  - Thierry Santa, político francês.
- 1968 — Nildeson da Silva Melo, futebolista brasileiro-salvadorenho.
- 1970
  - Edwin van der Sar, futebolista e dirigente esportivo neerlandês.
  - Phillip Cocu, futebolista e treinador de futebol neerlandês.
  - Juan Castillo Balcázar, futebolista chileno.
- 1971
  - Winona Ryder, atriz americana.
  - Carlo Nervo, futebolista italiano.
  - Jean-Pierre Martins, músico e ator francês.
  - Waguinho, político brasileiro.
- 1972
  - Patrizia Laquidara, cantora italiana.
  - Gabrielle Union, atriz americana.
  - Tracee Ellis Ross, atriz, modelo, comediante, produtora e apresentadora americana.
- 1973
  - Robert Pirès, futebolista francês.
  - Masakiyo Maezono, futebolista japonês.
- 1974
  - Alexandre Lopes, futebolista brasileiro.
  - Albert Nađ, futebolista sérvio.
- 1975
  - Frank Baumann, futebolista alemão.
  - Aksel Hennie, ator norueguês.
  - Michael Schur, produtor de televisão e escritor americano.
- 1976
  - Xu Yuhua, enxadrista chinesa.
  - Milena Govich, atriz americana.
- 1977
  - Mouhamed Harfouch, ator brasileiro.
  - Jon Abrahams, ator americano.
  - Brendan Fehr, ator canadense.
  - Leandro Simi, jogador de futsal brasileiro.
- 1978 — Martin Lel, atleta queniano.
- 1979
  - Simone Spoladore, atriz brasileira.
  - Igor Duljaj, futebolista sérvio.
  - Lizi Benites, modelo brasileira.
- 1980 — Ben Foster, ator americano.
- 1981
  - João Paulo Batista, jogador de basquete brasileiro.
  - Amanda Beard, nadadora americana.
  - Dan Feuerriegel, ator australiano.
  - Georgios Fotakis, futebolista grego.
  - Ruslan Rotan, futebolista e treinador de futebol ucraniano.
- 1982
  - Chelan Simmons, atriz canadense.
  - Lola Melnick, apresentadora e bailarina russa.
  - Thaïs Henríquez, atleta de nado sincronizado espanhola.
- 1983
  - Jason Tahincioglu, automobilista turco.
  - Jérémy Mathieu, futebolista francês.
  - Richard Brancatisano, ator australiano.
  - Johnny Lewis, ator americano (m. 2012).
- 1984
  - Álvaro González, futebolista uruguaio.
  - Savannah Gold, atriz britânica (m. 2011).
- 1985
  - Ximena Sariñana, atriz e cantora mexicana.
  - Vijender Kumar, pugilista indiano.
  - Janet Montgomery, atriz britânica.
  - Albert Español, jogador de polo aquático espanhol.
  - Cal Crutchlow, motociclista britânico.
- 1986 — Tina Yuzuki, atriz japonesa.
- 1987
  - Jessica Dubé, patinadora artística canadense.
  - José Francisco Torres, futebolista americano.
  - Rodrigo Mora, futebolista uruguaio.
  - Tove Lo, cantora sueca.
  - Zé Love, futebolista brasileiro.
- 1988
  - Aleksei Kangaskolkka, futebolista finlandês.
  - Sylvain Gbohouo, futebolista marfinense.
  - Ryan Cochrane, ex-nadador canadense.
  - Andy King, futebolista britânico.
- 1989
  - Primož Roglič, ciclista esloveno.
  - Leyla Lydia Tuğutlu, atriz e modelo turca.
- 1990
  - Eric Saade, cantor sueco.
  - Carlson Young, atriz americana.
  - Ferrão, jogador de futsal brasileiro.
- 1991
  - Tom Devriendt, ciclista belga.
  - Gyselle Silva, jogadora de vôlei cubana.
  - Parris Goebel, dançarina, coreógrafa e atriz neozelandesa.
- 1992
  - Emīls Liepiņš, ciclista letão.
  - Osman Júnior, futebolista brasileiro.
  - Evan Fournier, jogador de basquete francês.
- 1993
  - India Eisley, atriz americana.
  - Jorge Franco Alviz, ex-futebolista espanhol.
- 1995
  - Raissa Feudjio, futebolista camaronesa.
  - Kate Courtney, ciclista americana.
  - Jirayu La-ongmanee, ator e cantor tailandês.
- 1996
  - Astrid S, cantora, compositora e modelo norueguesa.
  - Bailey Peacock-Farrell, futebolista britânico.
- 1997 — Imerio Cima, ciclista italiano.
- 1998
  - Gabriel Busanello, futebolista brasileiro.
  - Lance Stroll, automobilista canadense.
- 1999 — Gabriel Bandeira, nadador paralímpico brasileiro.

### Século XXI
- 2001 — Dillon Jones, jogador de basquete norte-americano.
- 2002 — Ruel, cantor e compositor britânico-australiano.
- 2004 — Elena Ruiz, jogadora de polo aquático espanhola.
- 2008 — João Pedro "JP", youtuber brasileiro.

## Mortes

### Anteriores ao século XIX
- 1038 — Etelnodo, arcebispo inglês (n. ?).
- 1268 — Conradino da Germânia, rei de Jerusalém e Sicília (n. 1252).
- 1321 — Estêvão Milutino, rei da Sérvia (n. 1253).
- 1618 — Walter Raleigh, explorador, espião e escritor inglês (n. 1554).
- 1666 — James Shirley, dramaturgo inglês (n. 1596).
- 1783 — Jean le Rond d’Alembert, filósofo, matemático e físico francês (n. 1717).

### Século XIX
- 1829 — Maria Anna Mozart, musicista austríaca (n. 1751).
- 1877 — Nathan Bedford Forrest, general americano (n. 1821).
- 1897 — Henry George, economista americano (n. 1839).

### Século XX
- 1901 — Leon Czolgosz, assassino americano de William McKinley (n. 1873).
- 1905 — Étienne Desmarteau, arremessador de peso canadense (n. 1873).
- 1911 — Joseph Pulitzer, editor, advogado e político húngaro-americano (n. 1847).
- 1916 — John Sebastian Little, advogado e político americano (n. 1851).
- 1919 — Albert Benjamin Simpson, pregador, teólogo e escritor canadense (n. 1843).
- 1950 — Gustavo V da Suécia (n. 1858).
- 1956 — Louis Rosier, automobilista francês (n. 1905).
- 1971
  - Arne Tiselius, químico sueco (n. 1902).
  - Duane Allman, guitarrista americano (n. 1946).
- 1981 — Georges Brassens, compositor e cantor francês (n. 1921).
- 1983 — Ana Cristina Cesar, poetisa brasileira (n. 1952).
- 1993 — Roger Turner, patinador artístico americano (n. 1901).
- 1997 — Anton LaVey, músico norte-americano (n. 1930).
- 2000 — Accioly Neto, cantor e compositor brasileiro (n. 1950).

### Século XXI
- 2002 — Glenn McQueen, supervisor de animação digital canadense (n. 1960).
- 2004
  - Jacinto João, futebolista português (n. 1944).
  - Alice, Duquesa de Gloucester (n. 1901).
- 2009 — Norman Painting, ator britânico (n. 1924).
- 2014 — Klas Ingesson, futebolista e treinador de futebol sueco (n. 1968).
- 2023 — Danilo Santos Miranda, gestor cultural e sociólogo brasileiro (n. 1943).
- 2024 — Teri Garr, atriz americana (n. 1944).

## Feriados e eventos cíclicos

### Internacional
- Dia Mundial da Psoríase
- Dia Mundial do Acidente Vascular Cerebral (AVC)
- Dia da República (Cumhuriyet Bayramı), feriado nacional na Turquia que comemora a proclamação oficial da república

### Brasil
- Dia do Livro
- Dia do Cerimonialista
- Dia da Prevenção da Lavagem de Dinheiro
- Dia de São Benedito em São Gonçalo do Amarante

### Cristianismo
- Abraão de Rostóvia
- Chiara Luce Badano
- Gaetano Errico
- Mártires de Douai
- Narciso de Jerusalém

## Outros calendários
- No calendário romano era o 4.º dia (IV) antes das calendas de novembro.
- No calendário litúrgico tem a letra dominical A para o dia da semana.
- No calendário gregoriano a epacta do dia é xxiv.